# Octobre 1926

## Événements
- France : redressement du franc, avec la collaboration des banques françaises et étrangères (1 livre = 243 francs en décembre). Poincaré estime, à la différence de Briand, que les concessions politiques à l’Allemagne deviennent inutiles.
- Chine : les Cantonais, avec l’aide des soviets (commissaire Borodine, technicien militaire Galentz, cadres et munitions) enlèvent au maréchal Wu Peifu Wuchang (10 octobre), Hankou et l'arsenal de Hanyang dans le Hebei. Un gouvernement nationaliste s’installe à Wuhan à la fin de l’année.

- 16 octobre : l’Opposition unifiée, constituée par Trotski et ses anciens adversaires Zinoviev et Kamenev pour endiguer l’ascension de Staline doit se soumettre à la discipline du parti.

- 19 octobre : clôture de la conférence impériale au Royaume-Uni: les dominions sont désormais définis comme des communautés autonomes au sein de l’Empire britannique. C’est le début du Commonwealth.

- 22 octobre, Canada : fondation de la société secrète de l'Ordre de Jacques-Cartier.

- 23 octobre : Léon Trotski et Lev Kamenev sont exclus du Politburo.

- 28 octobre : le record du monde de distance en ligne droite et sans escale battu avec 5 396 km en 32 heures par Dieudonné Costes et Rignot sur un Breguet 19[1].

## Naissances
- 2 octobre : Ramona Fradon, dessinatrice de comics américaine († 24 février 2024).
- 10 octobre : Roland Faure, journaliste et dirigeant de presse français († 25 février 2023).
- 11 octobre : Thích Nhất Hạnh, prêtre bouddhique vietnamien († 22 janvier 2022).
- 13 octobre : 
  - Wladek Kowalski, catcheur († 30 août 2008).
  - Ray Brown, contrebassiste de jazz américain († 2 juillet 2002).
- 14 octobre : Rickey Holden, écrivain et producteur américain de musique et de danses traditionnelles († 19 décembre 2017).
- 15 octobre : 
  - Michel Foucault, philosophe français († 26 juin 1984).
- 16 octobre : Alice Shalvi, professeure israélienne († 2 octobre 2023).
- 17 octobre : 
  - Karl G. Henize, astronaute américain († 5 octobre 1993).
  - Pierre Castel, Entrepreneur français.
- 18 octobre : Chuck Berry, guitariste américain († 18 mars 2017)
- 26 octobre : Diana Ingro, actrice argentine.
- 29 octobre : Maurice Blomme, coureur cycliste belge († 11 avril 1980).
- 31 octobre : Jimmy Savile, DJ, présentateur de télévision, personnalité médiatique et pédophile anglais († 29 octobre 2011).

## Décès
- 3 octobre : Otto Eerelman, peintre, graveur et lithographe néerlandais (° 23 mars 1839).